# Future World (Pretty Maids)
Future World è il secondo album in studio dei Pretty Maids, uscito nel 1987 per l'Etichetta discografica Epic Records.

## Tracce
Tutte le canzoni sono scritte da Ronnie Atkins e da Ken Hammer.
1. Future World - 5:24
2. We Came to Rock - 4:30
3. Love Games - 4:14
4. Yellow Rain - 5:29
5. Loud 'N' Proud - 3:51
6. Rodeo - 4:14
7. Needles in the Dark - 5:02
8. Eye of the Storm - 4:56
9. Long Way to Go - 3:27

## Formazione

### Gruppo
- Ronnie Atkins – voce
- Ken Hammer - chitarre
- Allan DeLong - basso
- Phil Moorheed – batteria
- Alan Owen – tastiere

### Altri musicisti
- Graham Bonnet - cori nelle tracce 2 e 5
- Morgan Fisher - tastiere